# 盧韋羅區
盧韋羅區是非洲中部國家烏干達的111個區之一，由中部區負責管轄，首府是盧韋羅，距離首都坎帕拉約75公里，主要的經濟產業有農業、畜牧業和自給農業，2010年人口估計為433,100。

## 外部連結
- About Luweero District （页面存档备份，存于）

0°50′N 32°30′E / 0.833°N 32.500°E